# Imre Szöllősi
Imre Szöllősi (n. 19 februarie 1941, Budapesta, Regatul Ungariei – d. 27 decembrie 2022, Budapesta, Ungaria) a fost un caiacist ce a reprezentat Ungaria, medaliat olimpic. A participat la 3 ediții ale Jocurilor Olimpice (1960, 1964, 1968) în care a câștigat două medalii de argint și o medalie de bronz.